# Liste der Stolpersteine in Bredstedt
Die Liste der Stolpersteine in Bredstedt enthält alle Stolpersteine, die im Rahmen des gleichnamigen Projekts von Gunter Demnig in Bredstedt verlegt wurden. Mit ihnen soll an Opfer des Nationalsozialismus erinnert werden, die in Bredstedt lebten und wirkten.

## Verlegte Stolpersteine
| Adresse         | Verlege- datum | Person, Inschrift                                                                                         | Bild | Anmerkung |
| --------------- | -------------- | --- | ---- | --- |
| Süderstraße 6 · | 23. Nov. 2010  | Hier arbeitete Tabakfabrik Preisler Andreas Carlsen Jg. 1899 gedemütigt/entrechtet Flucht in den Tod 1936 |      | Der 1899 geborene Zigarrenmacher Andreas Carlsen gab während der Weimarer Republik für die SPD das Mitteilungsblatt Freiheit heraus. Dieses Blatt galt als volksschädlich, ein Verteiler als Volksschädling. Ein „Volksschädling“ konnte nach damaligem Recht z. B. zum Tode durch das Fallbeil verurteilt werden. Carlsen wurde am 28. November 1935 wegen Äußerungen zur politischen Lage in Schutzhaft genommen. Er starb am 5. Juni 1936 beim Sturz aus dem Zug auf dem Weg zur Hauptverhandlung des Sondergerichts in Heide, es soll sich dabei um Suizid gehandelt haben. |